# Fuerte de Rosemont

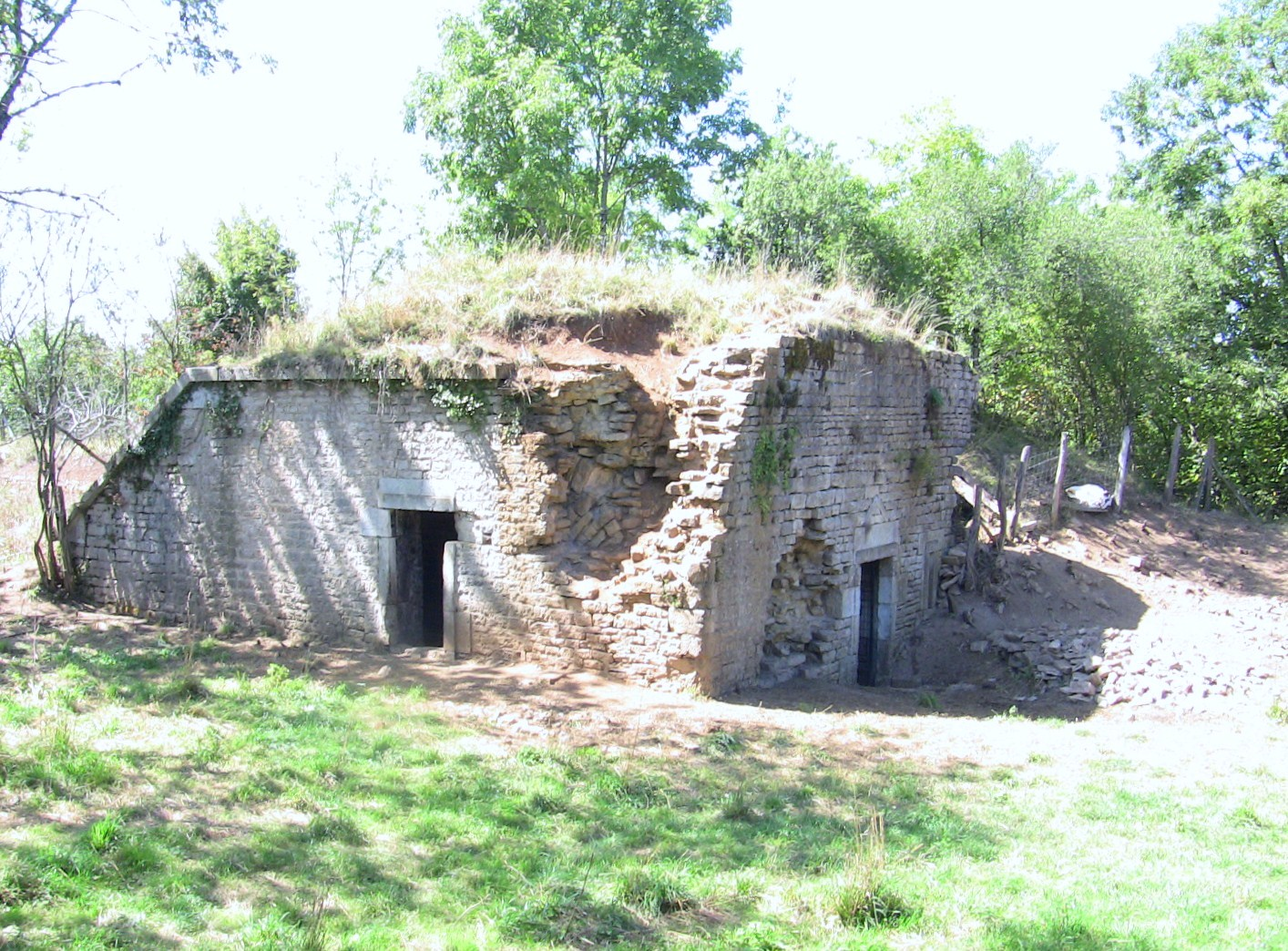
El fuerte.

El fuerte de Rosemont es una fortificación situada en la ciudad francesa de Besançon (Franco Condado). Construido en la cima de la colina de Rosemont durante la guerra franco-prusiana, para apoyar el fuerte de Planoise y el fuerte de Chaudanne, estaba compuesto por dos edificios (un pequeño fuerte y un polvorín) que tenían seis habitaciones. Pero no hubo batallas en la ciudad, ya que Rosemont fue desmantelado justo antes de la Primera Guerra Mundial. Ha sido objeto de vandalismo en la historia reciente, pero recientemente los dos edificios fueron restaurados y, sin embargo, las visitas siguen estando prohibidas. Rosemont es el fuerte más pequeño de la ciudad después de las lunetas de Trois-Châtels y Tousey. 